# Dolophones conifera
La Dolophones conifera, conocida como araña envolvente, es una especie de araña de la familia Araneidae autóctona de Australia. Su nombre surge por su capacidad de aplanarse y envolver su cuerpo alrededor de las ramas de los árboles como camuflaje. Puede encontrarse en Australia Occidental, junto con otras especies del género Dolophones, y fue descrita por primera vez en 1886.

## Comportamiento
Al anochecer, las D. conifera se esconden en sus redes y durante el día adoptan su característico camuflaje en las ramas y troncos de los árboles. También pueden desplazarse por el suelo.